# Бронходилататори
Бронходилататори су активне супстанце која смањује тонус бронхијалних мишића и на тај начин изазивају ширење лумена бронхија. Основа лечења бронходилазтатцијом су бета-2 агонисти који циљају глатке мишиће у бронхиолима плућа.

## Механизам деловања
Механизам деловања бронходилататора укључује циљање бета-2 рецептора, који су повезани са Г-протеином, у плућним дисајним путевима. Када се бета-2 рецептор активира, глатки мишићи дисајних путева се опуштају. Након тога, пацијент доживљава бољи проток ваздуха током одређеног периода. 
Конзистентна употреба бета-2 агониста током дужег временског периода смањује њихову ефикасност због смањене регулације бета-2 рецептора у дисајним путевима. У таквим ситуацијама, већа доза лека је неопходна да би се постигао исти резултат. 
Метаболизам бронходилататора се одвија у гастроинтестиналном тракту помоћу ензима цитохрома П-450. Око 80% до 100% се излучује мокраћом, а мање од 20% се излучује столицом (фецесом). Бронходилататори кратког дејства имају полувреме елиминације од 3 до 6 сати, док бронходилататори дужег дејства имају полувреме елиминације од 18 до 24 сата.
Антихолинергици циљају рецепторе парасимпатичког нервног система у дисајним путевима и инхибирају њихову функцију. Пошто је парасимпатички нервни систем одговоран за повећану бронхијалну секрецију и стезање, њихово преокретање би требало да обезбеди бронходилатацију и мање секрета.

## Врсте бронходилататора
Бронходилататори укључују: бета 2-адренергичке агонисте, метилксантине, антагонисте цистеин-леукотриенских рецептора и антагонисте мускаринских рецептора.

### Бета 2-адренергички агонисти
Стимулација бета 2 адренергичких рецептора доводи до опуштања бронхијалних мишића и изазива бронхоспазам. Хемијско једињење које делује у људском телу као што су то краткоделујући агонист бета 2 адренергичких рецептора, користе се у лечењу бронхоспазма код опструктивних болести плућа као што су ХОБП или астма.
Главни ефекат бета2-адренергичких агониста у лечењу астме је експанзија бронхија, а то је због директног дејства на бета2-адренергичке рецепторе на глатким мишићима. Ови лекови опуштају бронхијалне мишиће без обзира на то који спазмоген је укључен у развој бронхоконстрикције. Они такође спречавају ослобађање медијатора из мастоцита, као и ослобађање једног од примарних медијатора упале, ТНФ-алфа, из моноцита. Бета2-адренергички агонисти, поред овога, могу у бронхима делујући на цилије повећати мукоцилијарни клиренс.
У ову групу лекова спадају: салбутамол, салметерол, тербуталин, фенотерол, репротерол, кленбутерол или формотерол.
Ови лекови се примењују инхалацијом, у облику аеросола, праха или раствора, мада се неки од њих могу применити и орално или парентерално.
За примену ових лекова у облику аеросола данас се користи посебан облик инхалатора са одмереним дозама.

### Антагонисти леукотриенских рецептора
Антагонисти леукотриенских рецептора су новији лекови за превенцију напада астме. Антагонисти рецептора цистеинил-леукотриена спречавају астму изазвану аспирином, инхибирају астму изазвану вежбањем и смањују рани и касни одговор бронхијалног стабла на инхалациони алерген. Сви леукотриени делују на исти тип цистеинил-леукотриенских рецептора високог афинитета. Ови лекови опуштају глатке мишиће дисајних путева код благих облика астме. Они смањују и еозинофилију спутума, иако до сада није било јасних доказа да утичу на инфламаторни процес који постоји код хроничне астме. Ова група лекова укључује монтелукаст и зафирлукаст. Примјењују се орално.

### Теофилин
Теофилин је дериват ксантина чији механизам деловања још није у потпуности схваћен. С једне стране, у високим дозама теофилин инхибира ензим фосфодиестеразу, што повећава концентрацију другог гласника цАМП у ћелијама бронхијалних мишића. С друге стране, теофилин блокира аденозинске рецепторе, који иначе узрокују сужавање бронхија и ослобађање хистамина.
Главна дејства теофилина су:
- релаксација бронхијалних глатких мишића
- повећање контрактилности и ефикасности срчаног мишића
- повећање брзине рада срца
- повећање крвног притиска
- повећање реналног крвног протока
- нека антиинфламаторна дејства
- стимулаторно дејство централног нервног система, углавном на респираторни центар.

### Антагонисти мускаринских рецептора
Антагонисти мускаринских рецептора се често називају парасимпатолитицима или антихолинергицима, јер селективно блокирају ефекте активације парасимпатичког нерва, спречавајући везивање неуротрансмитера ацетилхолина за мускарински ацетилхолински рецептор.
Како парасимпатичка активација бронхија доводи до сужавања дисајних путева, локална блокада парасимпатикуса довести до проширења дисајних путева и олакшања стања код напада астме и хроничне опструктивне болести плућа.
Њихова хемијска структура је таква да поред естарских и базних група у истом односу као ацетилхолин, имају и велику ароматичну групу уместо ацетил групе.
Главни представник је ипратропијум. До опуштања контрахованих глатких мишића долази само ако је изазвано парасимпатичком стимулацијом. Ово се дешава код астме изазване иритантима или у неким случајевима алергијске астме.
Краткоделујући антагонисти мускаринских рецептора је ипратропијум бромид, а дуго делујући су тиотропијум бромид, гликопиронијум бромид, аклидинијум бромид и умеклидинијум бромид.

## Индикације
Бронходилататори су индиковани за особе које имају мањи проток ваздуха кроз плућа од оптималног, код стања као што су:   
- астма, код које  поништавају симптома,
- хроничну опструктивну болест плућа (ХОБП), за побољшање функције плућа.[8]

Обично се инхалациони кортикостероиди додају бета-2 агонистима да би се смањила упала и проинфламаторни агенси који додатно сужавају дисајне путеве. Бронходилататори класе бета-2 агониста не утичу на основну патологију плућне болести; они су само симптоматски третмани. Због тога је додавање инхалационих кортикостероида у режим био ослонац за благе до умерене реверзибилне плућне болести са или без дугоделујућих бета-2 агониста.
Антихолинергици су последња класа лекова који се сматрају бронходилататорима. Механизам ове класе инхибира ефекте парасимпатичког нервног система посредоване вагусним нервом. Хиперактивни парасимпатички нервни систем изазива бронхијалне секреције и сужавање дисајних путева. Лекови који инхибирају деловање парасимпатичког нервног система на нивоу дисајних путева ће тада изазвати бронходилататорни ефекат. Ови лекови укључују ипратропијум бромид, који је лек кратког дејства (4 до 6 сати), и тиотропијум бромид, који је дужег дејства (24 сата). Антихолинергици првенствено функционишу у условима хроничне опструктивне плућне болести. Пацијенти са астмом обично могу да контролишу своје симптоме комбинацијом бета-2 агониста и кортикостероида.
Теорија корака у лечењу реверзибилних плућних болести попут астме укључује краткотрајне и дугоделујуће бронходилататоре. Они са интермитентном астмом треба да приме краткоделујуће бронходилататоре као што је албутерол по потреби. Додавање мале дозе инхалационог кортикостероида је следећи корак ка симптомима болести, након чега следи додавање дугоделујућег бронходилататора уз инхалациони стероид. Све агресивнији третман треба да се односи на оне који су специјализовани за лечење астме и алергија. Након постизања контроле, пацијент ће се консултовати са својим лекаром да их одвикне од ових лекова на мању дозу са мање нежељених ефеката. Неуспех у контроли симптома бронходилататорима и кортикостероидима кратког или дугог дејства може изазвати неповратну повреду плућа. Често праћење тестовима плућне функције и максимални проток дисајних путева је главни ослонац успеха лечења.

### Беонходилататори у процени плућних функција
Примена бронходилататора може бити индикована и за тестове плућне функције, којом се процењују функцију плућа.  Дакле  бронходилататори играју суштинску улогу у дијагностици и лечењу плућних стања на основу њиховог утицаја на тестове плућне функције. Однос ФЕВ1/ФВЦ упоређује колико ваздуха протиче током прве секунде издисаја (форсирани волумен издисаја) са теоретском количином ваздуха коју неко може да избаци при максималном издисању (форсирани витални капацитет). Типичан однос је 0,7. Код реверзибилног повећаног отпора дисајних путева као што је астма, тестови плућне функције пре бронходилататора ће обично бити нижи од 0,7. Међутим, након примене бронходилататора кратког дејства, однос се може нормализовати. У нереверзибилним стањима као што је хронична опструктивна болест плућа, давање бронходилататора кратког дејства можда неће нормализовати нивое тестова плућне функције код пацијената.

## Контраиндикације
Како преосетљивост на бронходилататоре укључују тешке алергијске реакције које могу изазвати хемодинамску нестабилност или губитак отворених дисајних путева они се таквим пацијентима несмеју прописивати. 
Такоже код пацијената са исхемијском болешћу срца, аритмијама или хипокалемијом, употреба бронходилататора може бити ограничена јер могу изазвати погоршање ефеката ових стања.
Примена овекласом лекова такође може бити ограничена током порођаја и током лечења старијих пацијената. 
Код примена бронходилататора у веома високим дозама, неопходан опреза код пацијенте са оштећењем бубрега.

## Нежељени ефекти
Нежељени ефекти бронходилататора су последица активације симпатичког нервног система. Најчешћи  нежељени ефекти укључују:
- дрхтање,
- нервозу,
- изненадно, приметно лупање срца и грчеве мишића,
- смањено излучивање мокраће,
- мучнину или повраћање,
- конвулзије.

Тежи ефекти укључују:
- изненадно сужење бронхијалних дисајних путева,
- парадоксални бронхоспазам,
- хипокалемију,
- инфаркт миокарда (у ретким случајевима).

Пацијент треба да разговара са својим лекаром примарне здравствене заштите ако има било какве коморбидитете. За антихолинергике, нежељени ефекти укључују симптоме узроковане смањењем тонуса вагуса. То може укључивати сува уста, задржавање урина, тахикардију, затвор и узнемирени стомак. Увек је неопходан опрез при примени антихолинергичког лека код старијих пацијената због могућности акутног делиријума.